# Eremonotus nudus
Eremonotus nudus är en tvåvingeart som beskrevs av Oskar Theodor 1980. Eremonotus nudus ingår i släktet Eremonotus och familjen rovflugor.
Artens utbredningsområde är Israel. Inga underarter finns listade i Catalogue of Life.